# ريان كوكران
ريان كوكران (بالإنجليزية: Ryan Cochrane) (و. 1988  م) هو سباح كندي، ولد في فكتوريا ، كولومبيا البريطانية، شارك في الألعاب الأولمبية الصيفية 2008، وسباحة في الألعاب الأولمبية الصيفية 2008 – رجال 1500 متر حر ‏، وسباحة في الألعاب الأولمبية الصيفية 2012 – رجال 1500 متر سباحة حرة ‏، والسباحة في الألعاب الأولمبية الصيفية 2016، والألعاب الأولمبية الصيفية 2012، ودورة ألعاب الكومنولث 2010.

## روابط خارجية
- ريان كوكران على موقع الاتحاد الدولي للسباحة (الإنجليزية)
- ريان كوكران على موقع SwimRankings.net (الإنجليزية)
- ريان كوكران على موقع اللجنة الأولمبية الدولية (الإنجليزية)
- ريان كوكران على موقع أوليمبيديا (الإنجليزية)
- ريان كوكران على موقع اللجنة الأولمبية الكندية (الإنجليزية)
- ريان كوكران على موقع دورة ألعاب الكومنولث 2006 (مؤرشف) (الإنجليزية)